# 铃兰醛
铃兰醛又名百合醛，是一种醛类有机化合物，化学式为C14H20O，常用作化妆品或洗衣粉中的香料。

## 合成
BASF公司通过对4-叔丁基甲苯进行双阳极氧化来生产铃兰醛，年产量超过1万吨。
在实验室中，它可由2-甲基烯丙醇和4-叔丁基碘苯在碳酸钠存在下、氯化钯催化下反应制得。

## 性质
铃兰醛以外消旋混合物的形式生成并销售，但它的不同对映异构体对其气味的贡献并不相同。(R)-异构体具有仙客来或铃兰的强烈的花香，而(S)-异构体的气味则比较淡。

(R)-铃兰醛（上图）和(S)-铃兰醛（下图）的结构式

它和乙二醇在二氧化硅负载的硫酸氢铵催化下反应，可以得到相应的缩醛。它和三苯基膦、四溴化碳在二氯甲烷中反应，可以得到4-(4,4-二溴-2-甲基-3-丁烯-1-基)叔丁苯。

## 安全性
欧盟消费者安全科学委员会在2019年认定将铃兰醛应用于冲洗型和免洗型化妆品中是不安全的。由于铃兰醛在动物研究中被发现有生殖毒性，欧盟将其重新划分为禁用物质，并于2022年3月起禁止其在化妆品中使用。